# Salyan (district in Azerbeidzjan)
Salyan is een district in Azerbeidzjan.
Salyan telt 126.500 inwoners (01-01-2012) op een oppervlakte van 1780 km²; de bevolkingsdichtheid is dus 71,1 inwoners per km².